# Ballycastle (Mayo)
Ballycastle (irisch Baile an Chaisil) ist eine Ortschaft in Irland. Sie liegt im Nordosten des County Mayo in der Provinz Connacht, nordwestlich der Stadt Ballina nahe der Küste, und hatte im Jahr 2022 225 Einwohner. Damit ist die Bevölkerungszahl anders als in den meisten irischen Orten in den letzten 30 Jahren nicht angewachsen.

## Geschichte und Sehenswürdigkeiten

### Céide Fields
Die Besiedlung des Gebietes vor über 5000 Jahren lässt sich anhand Ausgrabungen der Céide Fields westlich der Stadt nachweisen. Auf einer Fläche von über 1500 Hektar wurden hier Reste stein- und bronzezeitlicher Siedlungsstrukturen ausgegraben. Im Besucherzentrum liefert eine Ausstellung Informationen zur Besiedlung des Gebietes.

### Downpatrick Head

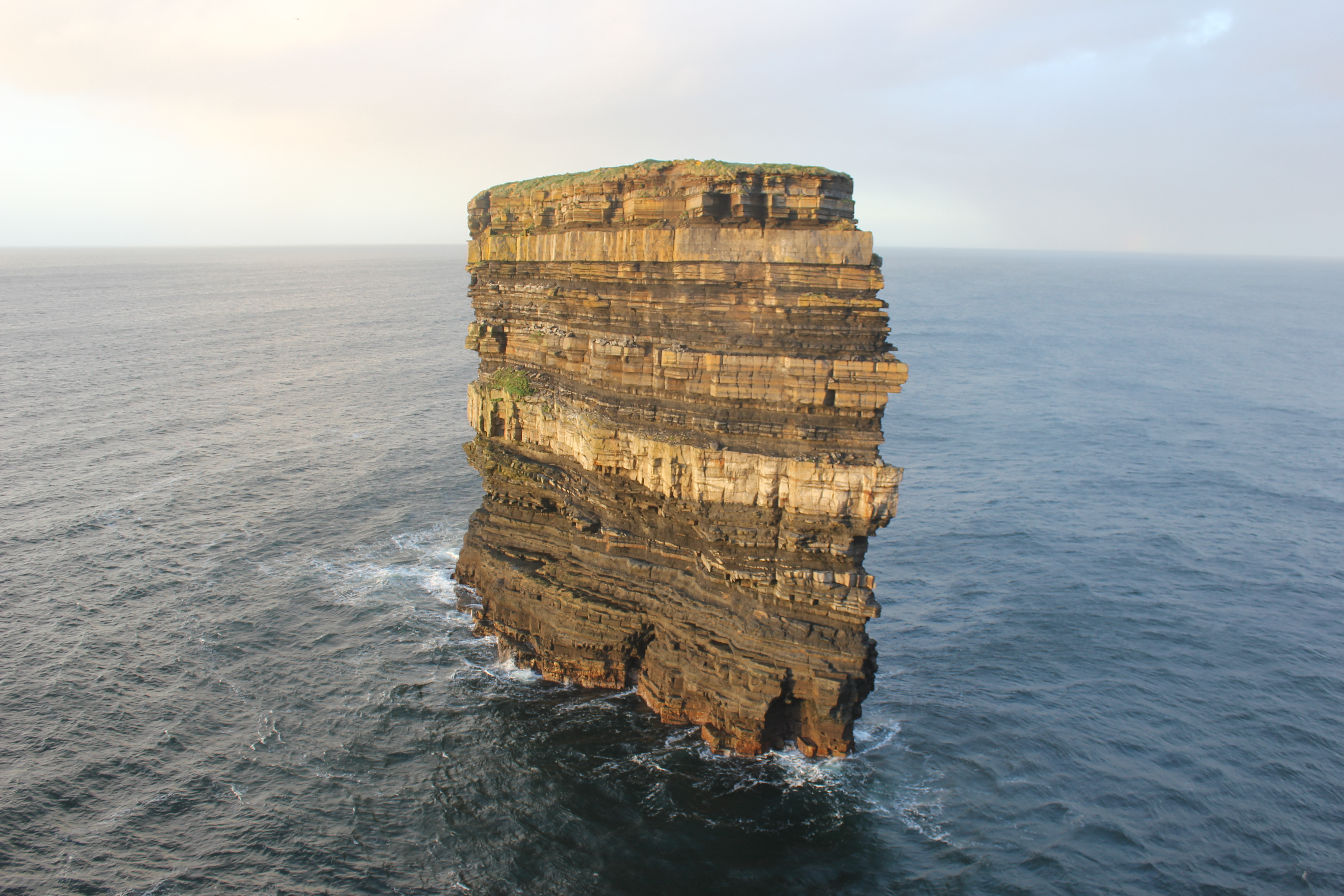
Dún Briste, ein Brandungspfeiler am Downpatrick Head

Downpatrick Head ist eine kleine Halbinsel an der etwa 6 km entfernten Nordküste mit einer eindrucksvollen Küstenformation, die vom ca. 45 m hohen Brandungspfeiler „Dún Briste“ dominiert wird. Die Verbindung des Felsens zum Festland brach möglicherweise während einer Sturmflut im ausgehenden 14. Jahrhundert ab – damals sollen Menschen mit Seilen und Booten vom Felsen gerettet worden sein.